# Timbres de France 1995
Cet article recense les timbres de France émis en 1995 par La Poste.

## Généralités

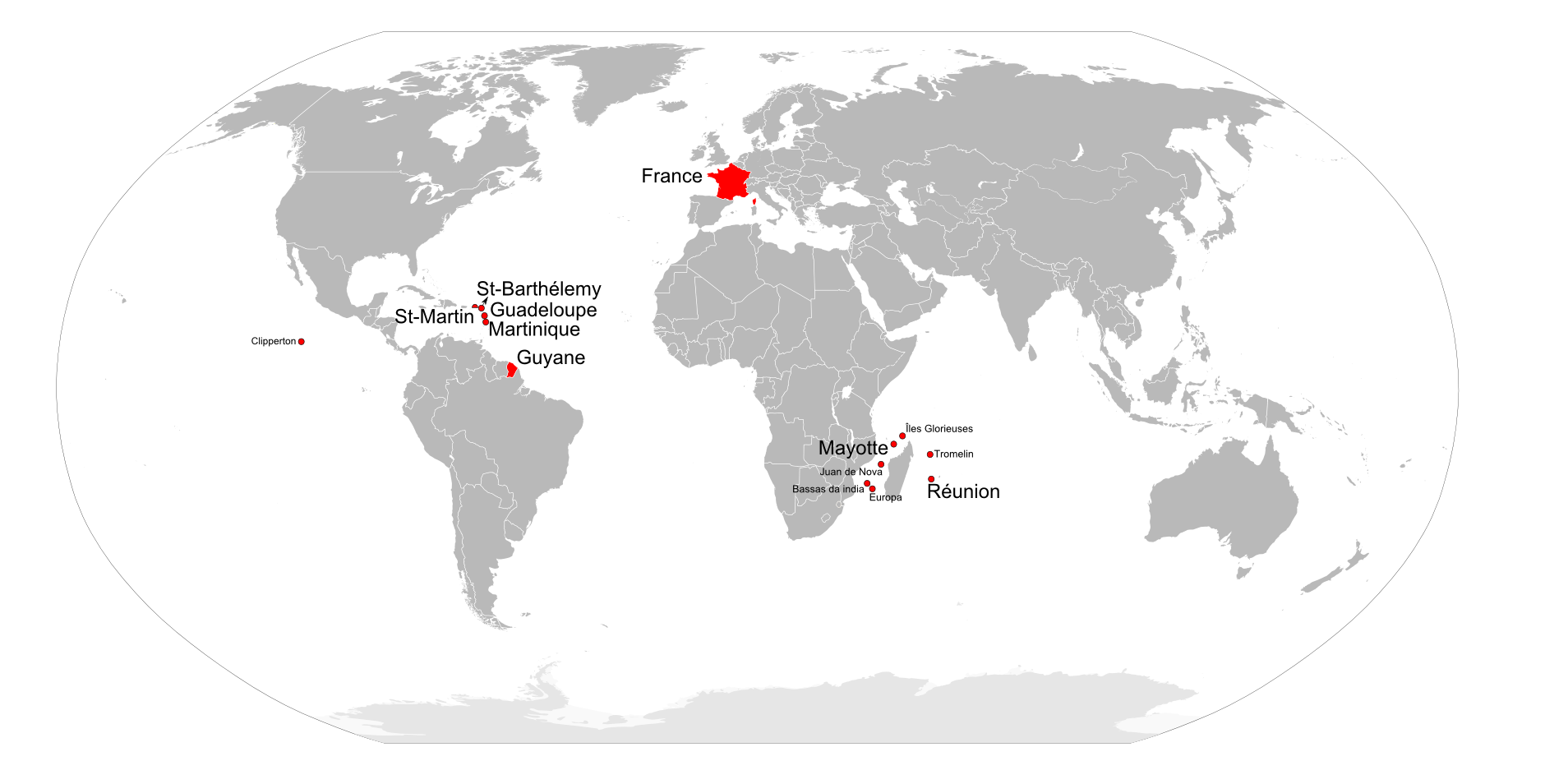
Lieu d'utilisation des timbres de France. Pour les territoires inhabités, l'utilisation est théorique, mais possible par les missions militaires et scientifiques.

Les émissions portent la mention « République française - La Poste - 1995 » et une valeur faciale libellée en franc français.
Ces timbres sont en usage sur le courrier au départ de la France métropolitaine, de la Corse, des quatre départements d'outre-mer (Guadeloupe, Guyane, Martinique et Réunion) et de la collectivité d'outre-mer de Mayotte jusqu'à son autonomie philatélique le 1er janvier 1997.
Avec l'émission « Fables de La Fontaine » en juin et la reprise de trois types du carnet Plaisir d'écrire de 1993 en octobre, La Poste crée une nouvelle marque pour les entiers postaux  : les « prêt-à-poster », dont le timbre imprimé reprend des timbres du programme philatélique.

### Tarifs
Les tarifs en vigueur sont ceux du 5 juillet 1993, valables jusqu'au changement du 18 mars 1996.
Réalisables avec un des timbres émis en 1995, les tarifs ci-dessous s'appliquent au courrier au départ de la France métropolitaine, et pour les tarifs intérieurs à celui à destination de la France d'outre-mer pour les lettres de moins de 20 grammes (au-delà de 20 grammes, une surtaxe aérienne s'applique).
Régime intérieur et vers Andorre et Monaco :
- 2,40 francs : carte postale et lettre économique de moins de 20 grammes.
- 2,80 francs : lettre prioritaire de moins de 20 grammes (premier échelon de poids).
- 4,40 francs : lettre prioritaire au deuxième échelon de poids.
- 6,70 francs : lettre prioritaire au troisième échelon de poids.

Régime international (répartis en six zones) :
- 2,80 francs : lettre prioritaire de moins de 20 grammes vers l'Europe de l'Ouest (zone 1).
- 3,70 francs : lettre prioritaire de moins de 20 grammes vers les pays d'Europe non compris dans la zone 1 et le Maghreb (zone 2).
- 4,30 francs : lettre prioritaire de moins de 20 grammes vers l'Amérique du Nord, l'Asie centrale, le Moyen-Orient et le Proche-Orient (zone 4).

## Légende
Pour chaque timbre, le texte rapporte les informations suivantes :
- date d'émission, valeur faciale et description (dimensions : longueur horizontale sur longueur verticale),
- formes de vente,
- artistes concepteurs et genèse du projet,
- manifestation premier jour,
- date de retrait, tirage et chiffres de vente,

ainsi que les informations utiles pour une émission donnée.

## Janvier

### Champs-Élysées
Le 2 janvier, est émis un timbre de 4,40 francs présentant en illustration une vue, depuis la place de la Concorde, de l'avenue des Champs-Élysées de nuit avec les éclairages des fêtes de fin d'année. Une vignette se-tenant annonce « Bonne année 1995 Happy New Year ». Au premier plan, de chaque côté sont mis en valeur les sculptures dites des Chevaux de Marly par Guillaume Coustou et dont l'installation est bicentenaire en 1795. Au centre et à l'arrière-plan, l'arc de triomphe de l'Étoile domine la scène.
Le timbre est dessiné et gravé par Jacques Jubert. Il est imprimé en taille-douce en feuille de vingt timbres.
La manifestation premier jour a lieu le 31 décembre 1994 et le 1er janvier 1995 au Carré marigny, site d'un marché philatélique situé près de l'avenue
Retiré de la vente le 7 juillet 1995, environ 5,8 millions de timbres sont vendus.

### Premier siècle du cinéma
Le 16 janvier, pour le centenaire des premières projections cinématographiques en 1905, est émis un bloc de quatre timbres de 2,80 francs dont les illustrations mêlent projecteurs ou boîtes de pellicules, et images inspirées des premiers films. Sur les marges blanches, sont écrits en noir des noms de films : Le Prince Jean milliardaire et Le Clan des vautours en haut, La Maison du mystère et Amour de prince à droite, L'Homme sans nom, Le Pirate aux dents blanches, Titi Ier roi des gosses et Gigolette en bas, et Le Train d'or, La Vallée perdue et Taô à gauche.
Les timbres sont dessinés par Jean Le Gac et gravés par Charles Bridoux. Le bloc est imprimé en héliogravure.
Le retrait a lieu le 12 février 1996 après la vente d'environ 2,33 millions de blocs.

### Pont de Normandie
Le 23 janvier, est émis un timbre de 4,40 francs représentant le pont de Normandie vu depuis une des rives de la Seine.
Le dessin signé Jean-Paul Véret-Lemarinier est gravé par Pierre Albuisson pour une impression en taille-douce en feuille de vingt exemplaires.
La manifestation premier jour a lieu à l'occasion de l'inauguration du pont de Normandie, le 20 janvier 1995.
Retiré le 7 juillet 1995, environ 5,25 millions de timbres sont vendus.

### Le notariat européen
Le 24 janvier, est émis un timbre de 2,80 francs sur le notariat européen, avec, sur un fond foncé, un symbole mêlant les éléments du drapeau européen, une balance de justice et la phrase latine « lex est quod notamus » (la loi est ce que nous écrivons).
Le timbre est dessiné par Jean Gosselin et gravé par André Lavergne. Il est imprimé en taille-douce en feuille de cinquante exemplaires.
Environ 8,4 millions de timbres sont vendus avant le retrait du 7 juillet 1995.

## Février

### Louis Pasteur 1822-1895
Le 23 février, est émis un timbre de 3,70 francs pour le centenaire de la mort du scientifique Louis Pasteur dont le portrait est présenté avec deux blocs de sel.
Le portrait photographique de Pasteur est travaillé par Louis Briat pour créer un timbre imprimé en héliogravure en feuille de cinquante unités.
Le timbre est retiré le 13 octobre 1995 et s'est vendu à environ 5,4 millions d'unités.

### John James Audubon (1785-1851)
Le 27 février, sont émis quatre timbres et un bloc les reprenant en hommage à John James Audubon, « illustre peintre ornithologue du XIXe siècle » d'après la légende du bloc. Les quatre timbres du bloc représentent chacun une espèce d'oiseau : la sterne pierre-garin (Sterna hirundo) et l'aigrette neigeuse (Egretta thula) dans un décor coloré et sur timbres de 2,80 francs, ainsi que le pigeon à queue barrée (Columba sasciata, « pigeon à queue rayée » sur le timbre) et la buse pattue (Buteo lagopus) sur fond blanc et timbres de 4,40 francs. Sur la marge gauche du bloc, sur fond violet, l'aigrette est repris en noir, avec en dessous un portrait du peintre animalier.
Les timbres sont dessinés par Odette Baillais et mis en page par Michel Durand-Mégret. Ils sont imprimés en héliogravure en feuille de quarante et en un bloc de quatre.
La série est retirée de la vente le 13 octobre 1995. Environ un million et demi de blocs sont vendus, 14,35 millions de timbres « Sterne Pierre-Garin », 13,7 millions de « pigeon à queue rayée », 6,23 millions de « buse pattue » et 6,175 millions de « Aigrette neigeuse ». En tout, environ 46,455 millions de timbres individuels sont écoulés.

### La châsse Saint-Taurin - Évreux

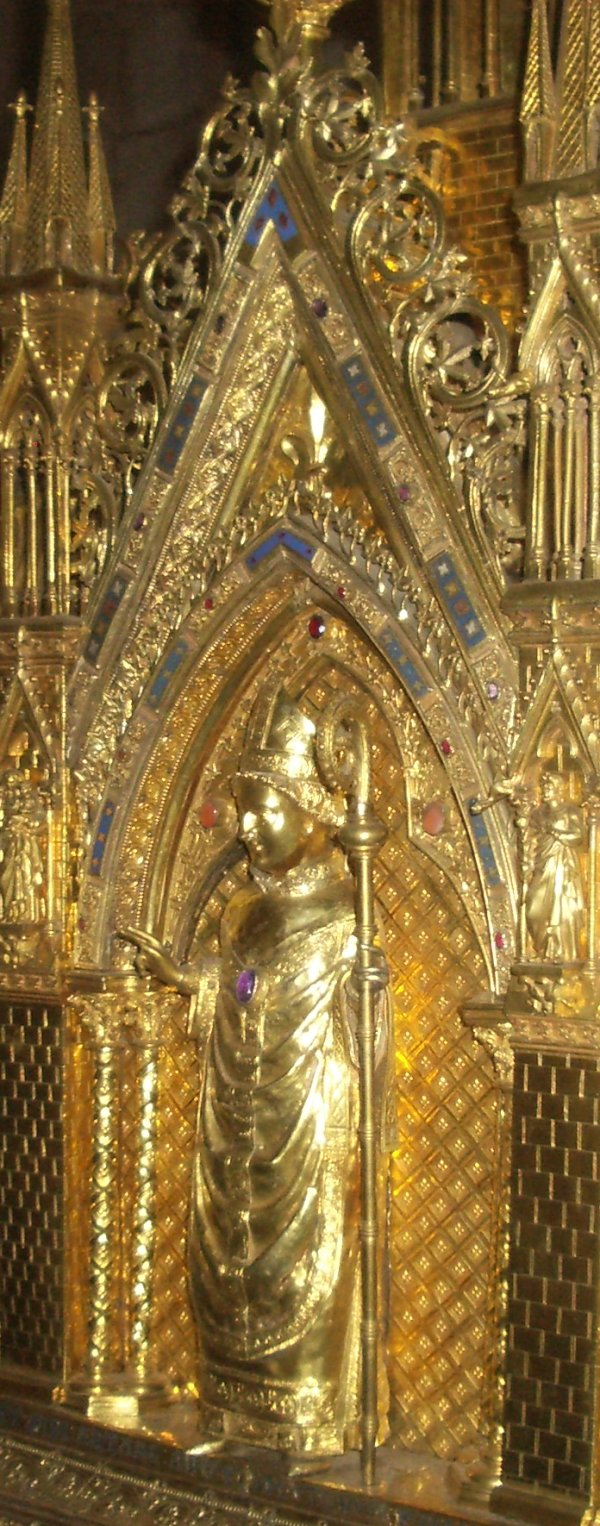
Saint Taurin en tenue d'évêque. Le timbre présente de face cette scène centrale d'un côté de la chasse.

Le 27 février, est émis un timbre de 6,70 francs représentant en noir sur fond jaune la châsse de saint Taurin conservée dans l'église Saint-Taurin à Évreux. Le cercueil-reliquaire est une création d'orfèvres du XIIIe siècle, majoritairement en cuivre doré.
Une des longues faces de la châsse est interprétée en gravure par Claude Durrens. Son dessin est mis en page par Charles Bridoux sur un timbre imprimé en taille-douce en feuille de trente exemplaires.
Environ 4,7 millions de timbres sont vendus avant le retrait du 13 octobre 1995.

### Malterie de Stenay (Meuse)
Le 27 février, est émis un timbre de 2,80 francs représentant le bâtiment de la malterie de Stenay, dans le département de la Meuse, qui accueille depuis 1986 un musée européen de la bière.
Le timbre est dessiné et gravé par Jacques Gauthier et est imprimé en taille-douce en feuille de cinquante exemplaires.
Environ 8,8 millions d'exemplaires sont vendus jusqu'au retrait du 13 octobre 1995.

## Mars

### Journée du timbre: Marianne de Gandon 1945-1995
Le 6 mars, dans le cadre de la Journée du timbre, est émis un timbre de 2,80 francs + 0,60 franc pour le cinquantenaire du type Marianne de Gandon, utilisé sur une série d'usage courant en 1945. Le timbre de grand format comprend à gauche une reproduction du type en vert foncé et les mentions du timbre sur la moitié droite. La surtaxe de 60 centimes est reversée à la Croix-Rouge française. Cependant, quatre des sept timbres du carnet ne comportent pas cette surtaxe et le produit de leur vente finance l'Association pour le développement de la philatélie.
La Marianne de Pierre Gandon est mise en page par Charles Bridoux sur un timbre gravé par Jacky Larrivière pour une impression en taille-douce. Les timbres de surtaxe sont conditionnés en feuille de cinquante dentelés 13, et en un carnet de sept timbres dans lequel ils ont une dentelure de 13½ × 13.
L'émission est retirée de la vente le 10 novembre 1995. Environ 1,65 million de timbres de feuille et 960 000 carnets sont vendus, soit 8,37 millions de timbres individuels.

### Comités d'entreprises 1945-1995
Le 10 mars, est émis un timbre de 2,80 francs pour le cinquantenaire des comités d'entreprise, institués dans les entreprises de plus de cinquante salariés pour animer la vie économique, sociale et culturelle des entreprises. L'illustration est constituée d'un sablier. En haut, un hexagone rappelant la France est entouré des mots « emploi, culture, lois, social, solidarité ». En dessous, dans un pentagone se tient, bras grand ouvert, une personne humaine.
Le timbre est dessiné et gravé par Claude Andréotto pour une impression en taille-douce en feuille de cinquante unités.
Retiré le 10 novembre 1995, environ 8,8 millions de timbres sont vendus.

### Centenaire de l'École supérieure d'électricité
Le 13 mars, est émis un timbre de 3,70 francs pour le centenaire de l'École supérieure d'électricité (Supélec), une école française d'ingénieurs spécialisée dans les sciences de l'énergie et de l'information. Ces compétences sont incarnés, sur un fond noir, par des objets, de gauche à droite : une antenne parabolique, un microprocesseur et un train à grande vitesse et une étoile blanche.
Le logotype dessiné par un enseignant de Supélec de Rennes, Yves Quenec'hdu (mal orthographié « HDY » sur le timbre) est mis en page par Charles Bridoux. Le timbre est imprimé en héliogravure en feuille de cinquante.
Environ 4,9 millions d'exemplaires sont vendus avant le retrait du 10 novembre 1995.

### École des langues orientales 1795-1995
Le 27 mars, est émis un timbre de 2,80 francs pour le bicentenaire de l'École des langues orientales, dénommée Institut national des langues et civilisations orientales depuis 1971, et surnommée « langues'O » comme indiqué en bleu sur l'illustration. Sur un fond vert, différentes écritures asiatiques sont représentées : alphabets arabe (ي bleu), cyrillique (й bleu) parmi les quatre exemples.
Le timbre est dessiné par Roxanne Jubert. Il est imprimé en héliogravure en feuille de cinquante.
Environ 9,5 millions d'exemplaires sont vendus avant le retrait de la vente, le 10 novembre 1995.

### Jean Giono 1895-1970
Le 27 mars, est émis un timbre de 3,70 francs pour le centenaire de la naissance de l'écrivain Jean Giono.
Le portrait et le paysage sont dessinés par Olivier-Laurent Girard et gravés par Pierre Albuisson. Le timbre est imprimé en taille-douce en feuille de cinquante unités.
Au retrait du 10 novembre 1995, environ 4,85 millions de timbres ont été vendus.

### Espace et Guyane. Ariane
Le 30 mars, est émis un timbre de 2,80 francs pour commémorer le centième satellite lancé par la fusée spatiale européenne Ariane. Le dessin est repris du timbre de France de l'émission Europa de 1991 : la fusée sur son pas de tir et le visage d'une femme apparaissent dans le profil cartographique de la Guyane, entouré de papillons verts et rouges.
Le timbre est dessiné et gravé par Claude Andréotto pour une impression en taille-douce en feuille de cinquante exemplaires.
Retiré le 10 novembre 1995, environ 7,75 millions de timbres sont vendus.

## Avril

### Sidérurgie lorraine
Le 3 avril, est émis un timbre de 2,80 francs sur la sidérurgie lorraine. Du travail d'un ouvrier, jaillissent différentes formes de plaques en métal.
Le timbre dessiné par Pierre Béquet est imprimé en taille-douce en feuille de cinquante.
Le retrait de la vente a lieu le 10 novembre 1995. Environ 8,4 millions de timbres sont vendus.

## Mai

### Europa: 1945-1995
Le 2 mai, dans le cadre de l'émission Europa, sont émis deux timbres pour le cinquantenaire de la fin de la Seconde Guerre mondiale, thème annuel de l'émission. Sur chaque timbre, deux symboles illustrent l'évolution de la liberté et de la paix sur le continent européen. Sur le timbre de 2,80 francs sur le thème de la « liberté », l'année 1945 est représentée par un cercle de fil de fer barbelé sur le fond d'un uniforme rayé d'interné d'un camp de concentration nazi, et suivi d'une couronne de rameaux d'olivier sur fond jaune pour 1995. Sur le 3,70 francs « Paix », un glaive brisé sur fond rouge marque la fin de la guerre en 1945 et laisse place à droite au drapeau européen.
Les timbres sont dessinés par Jean-Paul Cousin pour une impression en héliogravure en feuille de cinquante exemplaires.
Environ 9,2 millions de timbres « Liberté » et 5,5 millions de timbres « Paix » sont vendus jusqu'au retrait du 8 décembre 1995.

### Métier de la forêt. Ardennes
Le 2 mai, est émis un timbre de 4,40 francs sur un métier exercé en forêt, bûcheron dans les Ardennes. Le personnage est montré prêt à donner le premier coup de hache contre le bas d'un arbre dont il a préalablement dénudée l'écorce.
Le dessin, en brun foncé et blanc, est signé et gravé par Patrick Lubin. Le timbre est imprimé en taille-douce en feuille de cinquante exemplaires.
Environ 5,25 millions de timbres sont vendus avant le retrait du 8 décembre 1995.

### La Victoire 8 mai 1945
Le 9 mai, est émis un timbre de 2,80 francs pour le cinquantenaire de la fin de la Seconde Guerre mondiale en Europe et de la victoire des Alliés. Sur un arrière-plan bleu et rouge représentant l'arc de triomphe de l'Étoile de Paris et la cathédrale Notre-Dame de Strasbourg, apparaît un portrait d'époque du général Charles de Gaulle, chef de la France libre.
Le timbre est dessiné par Claude Andréotto et imprimé en héliogravure en feuille de cinquante.
Retiré le 16 février 1996, environ 15 millions d'exemplaires sont vendus.

### Assemblée nationale
Le 15 mai, est émis un timbre de 2,80 francs sur l'Assemblée nationale, qui coïncide avec le bicentenaire de la première installation au palais Bourbon d'une chambre législative française, le Conseil des Cinq-Cents. Dans un décor bleu nuit, à travers les colonnes sombres du palais, se distinguent la Marianne du tableau d'Eugène Delacroix, La Liberté guidant le peuple.
L'illustration est créée par Louis Briat à partir d'une photographie de Marc Camus. Le timbre est imprimé en héliogravure en feuille de quarante exemplaires.
Environ 9,35 millions de timbres sont écoulés avant le retrait du 16 février 1996.

### Croix-Rouge: tapisserie de Saumur
Le 15 mai, dans le cadre de l'émission de bienfaisance au profit de la Croix-Rouge française, est émis un timbre de 2,80 francs avec une surtaxe de 0,60 franc. Il reproduit une tapisserie de Saumur sur laquelle est visible le roi Louis XIII à cheval dans un décor rural.
Le dessin de Pierrette Lambert est mis en page par Jean-Paul Véret-Lemarinier sur un timbre imprimé en héliogravure en feuille de trente exemplaires dentelé 12½ et en un carnet de dix dentelés 13½.
Retirés le 15 mars 1996, environ 1,6 million de timbres de feuille et 828 000 carnets sont vendus, soit 9,88 millions de timbres individuels.

### Pierre Prud'hon 1758-1823, étude pourLe Rêve du bonheur
Le 15 mai, est émis un timbre artistique de 6,70 francs reproduisant une étude pour Le Rêve du bonheur de l'artiste Pierre Prud'hon.
L'œuvre est interprétée en gravure par Pierre Albuisson. Le timbre est imprimé en taille-douce en feuille de trente unités.
Environ 4,9 millions de timbres sont vendus jusqu'au retrait du 8 décembre 1995.

### Remiremont - Vosges
Le 15 mai, est émis un timbre de 2,80 francs sur la ville de Remiremont dans les Vosges. Le paysage part en bas à droite de la statue du Volontaire de 1792 de Paul-François Choppin imprimée en bleu, remonte une rue de la vieille ville imprimée en brun avant de présenter le relief du massif des Vosges. Sur ce dernier, on distingue le clocher à bulbe de l'église Saint-Pierre.
Le timbre est dessiné par Louis Arquer et gravé par Raymond Coatantiec pour une impression en taille-douce en feuille de cinquante exemplaires.
Environ 8,8 millions de timbres sont écoulés avant le retrait du 8 décembre 1996.

### Le pont de Nyons - Drôme
Le 22 mai, est émis un timbre de 4,40 francs sur le pont roman qui permet de franchir l'Aygues à Nyons, dans la Drôme, avec cette localité dessinée à l'arrière-plan.
Ève Luquet est la dessinatrice et graveuse du timbre, imprimé en taille-douce en feuille de cinquante.
À la date de son retrait, le 16 février 1996, environ 6,15 millions d'exemplaires de ce timbre ont été vendus.

### Secours populaire français 1945-1995
Le 22 mai, est émis un timbre de 2,80 francs pour le cinquantenaire du Secours populaire français, une association à but non lucratif d'aide aux enfants et familles défavorisés. L'illustration consiste dans le logotype de l'association sur un fond de points jaunes et orange : une main blanche arborant deux ailes bleu et rouge.
Le logotype créé par Alex Jordan du groupe Grapus est gravé par Claude Jumelet pour un timbre imprimé en taille-douce en feuille de cinquante.
Environ 9 millions d'exemplaires sont vendus avant le retrait du 16 février 1996.

### Régions
Le 29 mai, sont émis quatre timbres au format du timbre d'usage courant sur quatre régions de France et, pour chacune, un paysage évocateur : sur les timbres verts de 2,40 francs, la Bretagne (une côte rocheuse) et le massif des Vosges (ballons et forêts de sapins) ; et sur les timbres rouges de 2,80 francs, l'Auvergne (puys) et la Camargue (taureaux dans un marais).
Les timbres sont créés et gravés par Jacques Jubert. Ils sont imprimés en taille-douce en feuille de cent unités.
Dès fin avril, certains bureaux de poste commettent l'erreur de vendre les timbres de 2,40 francs, soit avec un mois d'avance.
Ils sont retirés de la vente le 14 juin 1996. Environ 27 millions de chacun des timbres verts et 38 millions de chacun des timbres rouges ont été vendus, soit 130 millions de timbres individuels.

## Juin

### Corrèze en Corrèze
Le 6 juin, est émis un timbre de 4,40 francs représentant l'église et la porte Margot de Corrèze, commune du département du même nom.
Le timbre est dessiné et gravé par Ève Luquet. Il est imprimé en taille-douce en feuille de cinquante.
Environ 5,9 millions d'exemplaires sont écoulés avant le retrait du 16 février 1996.

### Orléans -68eCongrès de la FFAP

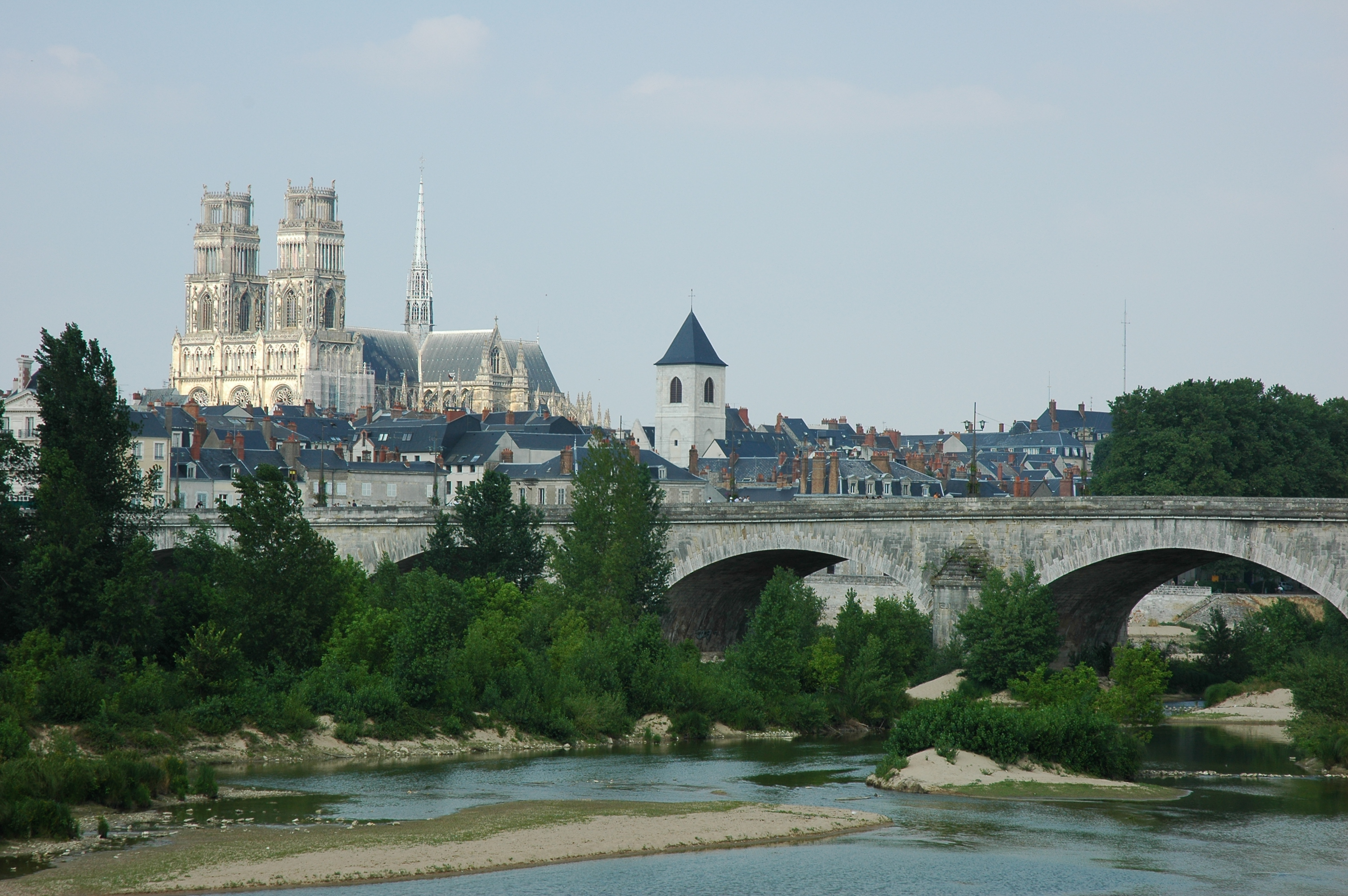
Photographie proche de la perspective du timbre.

Le 6 juin, est émis un timbre de 2,80 francs sur Orléans à l'occasion du 68e congrès de la Fédération française des associations philatéliques (FFAP), nouveau nom de la Fédération des sociétés philatéliques françaises. Il s'agit du premier timbre sur le congrès annuel dont la légende donne le nom de la fédération. Le paysage proposé est vu de la rive gauche de la Loire. Le pont George V au premier plan est dominé par la ville et la cathédrale Sainte-Croix.
Ce paysage est dessiné par Huguette Sainson et gravé par Raymond Coatantiec. Le timbre en taille-douce est conditionné en feuille de cinquante exemplaires.
Retirés le 16 février 1996, environ 8,3 millions de timbres sont vendus.

### Zao Wou-Ki
Le 12 juin, est émis un timbre de 6,70 francs reproduisant une œuvre originale de Zao Wou-Ki, artiste de la nouvelle école de Paris.
La peinture est mise en page par Michel Durand-Mégret sur un timbre imprimé en héliogravure en feuille de trente.
Environ 4,8 millions de timbres sont vendus avant le retrait du 16 février 1996.

### Les Fablesde La Fontaine
Le 26 juin, est émis une bande horizontale de six timbres de 2,80 francs et deux vignettes sur Les Fables de Jean de La Fontaine à l'occasion du tricentenaire de sa mort. De gauche à droite, sont illustrées : « La Cigale et la Fourmi », « La Grenouille qui veut se faire aussi grosse que le Bœuf », « Le Loup et l’Agneau », « Le Corbeau et le Renard », « Le Chat, la Belette et le petit Lapin » et « Le Lièvre et la Tortue ». À leur gauche, une première vignette sert de sommaire à l'émission et la seconde est un portrait de l'auteur du XVIIe siècle qui sert de théâtre à une représentation de la fable « Le Rat de ville et le Rat des champs ».
L'émission est dessinée par Claudine et Roland Sabbatier. Les timbres sont mis en page par Charles Bridoux et imprimés en héliogravure en feuille de six bandes, soit trente-six timbres au total.
Au retrait de la vente, le 16 février 1996, environ 5,2 millions de bandes sont vendus, soit 31,2 millions de timbres individuels.
Avec cette émission, La Poste inaugure un nouveau format de vente pour les entiers postaux sous forme d'enveloppes : les « prêt-à-poster » dont le timbre imprimé reprend l'illustration de timbres commémoratifs.

## Juillet

### Rafle du Vel d'Hiv 16 juillet 1942
Le 11 juillet, est émis un timbre de 2,80 francs en souvenir de la rafle du Vélodrome d'Hiver, la plus grande arrestation massive de personnes juives réalisée en France pendant la Seconde Guerre mondiale. Les 16 et 17 juillet 1942, une partie des arrêtés sont enfermés dans le vélodrome d'Hiver, à Paris, avant d'être transférés dans d'autres camps en France, puis déportés dans les camps d'extermination. L'émission coïncide avec le discours du président de la République Jacques Chirac reconnaissant la responsabilité de la France dans ces événements par l'intermédiaire de policiers et de gendarmes. Sur un fond bleu, l'illustration comprend une fleur et une étoile jaune accrochées à du fil de fer barbelé.
Le dessin signé Robert Abrami est gravé par André Lavergne. Le timbre est imprimé en taille-douce en feuille de cinquante exemplaires.
Le retrait de la vente a lieu le 15 mars 1996.

## Septembre

### André Maginot 1877-1932
Le 11 septembre, est émis un timbre de 2,80 francs en hommage à André Maginot, homme politique français connu pour des réalisations dans le domaine militaire. Il est en manteau et chapeau sur la partie gauche du timbre, voisinant avec le fronton d'un des bâtiments du ministère de la Guerre.
Le timbre est dessiné et gravé par Pierre Forget pour une impression en taille-douce en feuille de cinquante.
Vendu à environ 7,85 millions d'unités, le timbre est retiré de la vente le 15 mars 1996.

### Grande Loge féminine de France 1945-1995
Le 18 septembre, est émis un timbre de 2,80 francs pour le cinquantenaire de la Grande Loge féminine de France, une des premières et plus importantes loges maçonniques exclusivement féminines. L'illustration utilise plusieurs symboles maçonniques organisés autour d'une rose.
Le timbre est dessiné par Huguette Sainson et gravé par André Lavergne pour une impression en taille-douce en feuille de cinquante.
Il est retiré le 15 mars 1996 après s'être vendu à environ 9,2 millions d'exemplaires.

### Kirkeby - Danemark
Le 25 septembre, est émis un timbre de 6,70 francs reproduisant une œuvre originale de l'artiste danois Per Kirkeby.
La peinture est mise en page par Michel Durand-Mégret sur un timbre imprimé en héliogravure en feuille de trente unités.
Le timbre, vendu à environ 5,1 millions d'exemplaires, est retiré le 15 novembre 1996.

### Pharmacie hospitalière 1495-1995
Le 25 septembre, est émis un timbre de 2,80 francs pour le cinquième centenaire de la pharmacie hospitalière, dont l'illustration place côte à côte un apothicaire médiéval maniant mortier et pilon et la visualisation d'une molécule.
Le timbre est dessiné et gravé par Jacques Jubert, et imprimé en taille-douce en feuille de cinquante.
Environ 8,2 millions de timbres sont vendus avant leur retrait le 15 mars 1996.

## Octobre

### Barbizon
Le 2 octobre, est émis un timbre de 4,40 francs reproduisant une peinture de Narcisse Díaz de la Peña, Les Chaumières de Barbizon, réalisée vers 1818-1839 et présentant une scène rurale dans cette localité de Seine-et-Marne. L'artiste est considéré comme membre de l'« école de Barbizon », qui utilisa la forêt de Fontainebleau et ses alentours comme source d'inspiration.
L'œuvre est mise en page par Charles Bridoux. Le timbre est imprimé en héliogravure en feuille de quarante.
Il est retiré le 12 avril 1996 après la vente d'environ 5,6 millions d'exemplaires.

### École nationale d'administration 1945-1995
Le 9 octobre, est émis un timbre de 2,80 francs pour le cinquantenaire de l'École nationale d'administration. Sur un fond dégradé du bleu en haut vers le blanc en bas, un drapeau de France supporte l'inscription sur neuf lignes : « ÉCOLE / NATIONALE / D’ADMINISTRATION / 1945 / 1995 / 50 ANS / AU SERVICE / DE LA / NATION ».
Dessiné par Jean-Paul Cousin, le timbre est imprimé en héliogravure en feuille de cinquante unités.
Environ 8,35 millions de timbres sont vendus avant le 12 avril 1996.

### Berthe Morisot,Le Berceau

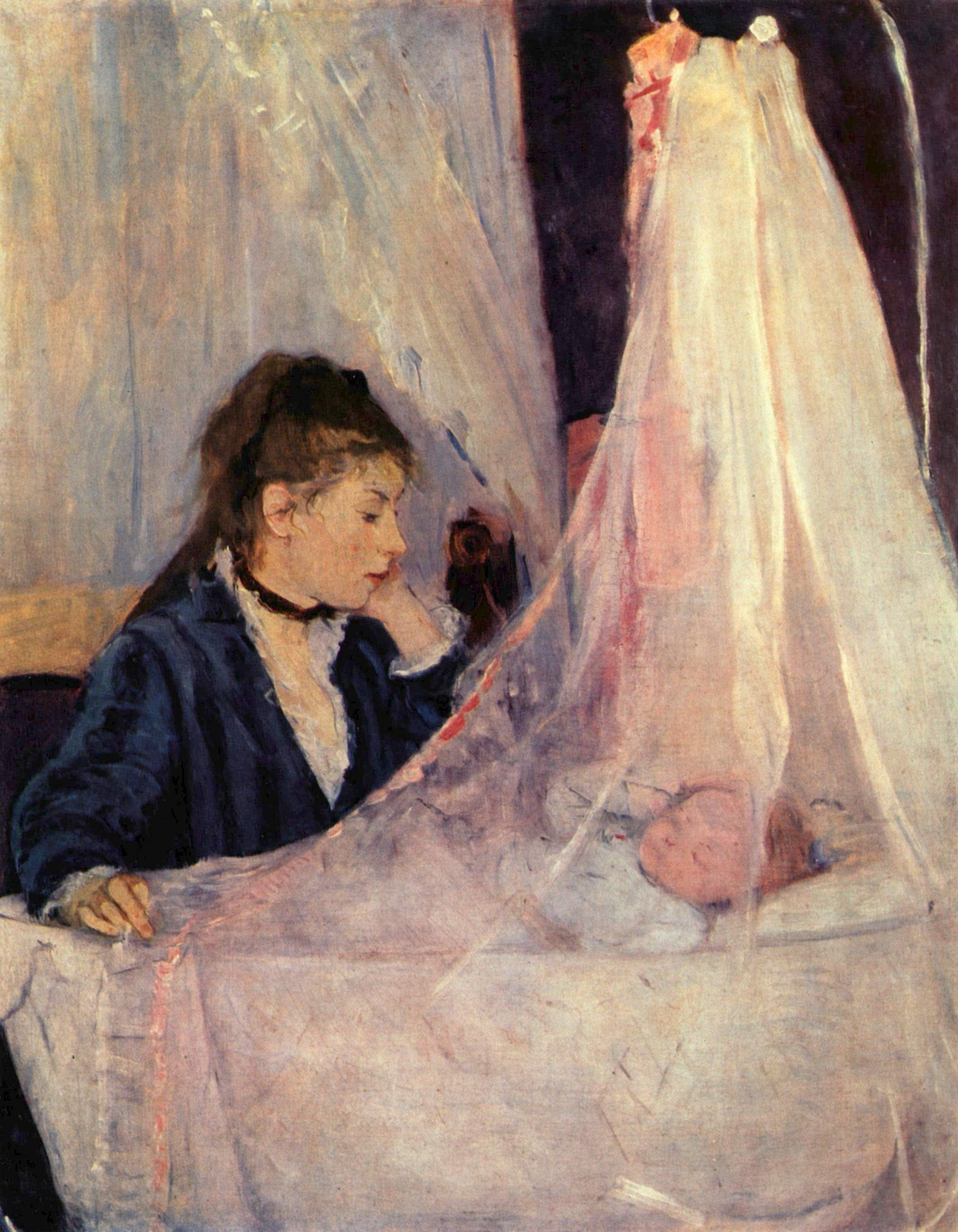
Le Berceau, 1873.

Le 9 octobre, est émis un timbre de 6,70 francs reproduisant Le Berceau, une peinture de Berthe Morisot, à l'occasion du centenaire de la mort de l'artiste.
L'œuvre conservée au musée d'Orsay est mise en page par Jean-Paul Véret-Lemarinier sur un timbre imprimé en offset en feuille de trente.
Environ 4,67 millions de timbres sont vendus avant le retrait du 12 avril 1996.

### Institut de France 1795-1995
Le 16 octobre, est émis un timbre de 2,80 francs pour le bicentenaire de l'Institut de France. L'illustration est une vue aérienne du siège parisien des cinq académies constituant cette institution.
Le timbre, imprimé en taille-douce en feuille de cinquante, est dessiné et gravé par René Quillivic, reçu membre de l'Académie des beaux-arts, le 18 octobre 1995. 
Avant le retrait du 12 avril 1996, sont écoulés environ 8,7 millions de timbres.

## Novembre

### Automobile Club de France 1895-1995
Le 6 novembre, est émis un timbre de 4,40 francs pour le centenaire de l'Automobile Club de France, dont le siège parisien sur la place de la Concorde est représenté avec son logotype et deux automobiles : une ancienne en rouge et une contemporaine en bleu.
Le timbre, imprimé en taille-douce en feuille de cinquante, est dessiné et gravé par Claude Andréotto.
Le retrait du 14 juin 1996 a lieu après la vente d'environ 5,65 millions d'exemplaires.

### Organisation des Nations unies 1945-1995
Le 20 novembre, est émis un timbre de 4,30 francs pour le cinquantenaire de l'Organisation des Nations unies. Le logotype de l'anniversaire (l'emblème de l'Onu et le nombre « 50 ») est entouré d'un casque bleu et d'une colombe aux contours multicolores.
Maurice Gouju dessine le timbre imprimé en héliogravure en feuille de cinquante.
Environ 5,4 millions d'unités sont vendus jusqu'au retrait du 14 juin 1996.
Le timbre de Gouju remporte la médaille de bronze du concours philatélique international de l'Union postale universelle, organisé à l'occasion de ce cinquantenaire.

### Personnages célèbres: santons de Provence
Le 27 novembre, dans le cadre de l'émission Personnages célèbres, sont émis six timbres de 2,80 francs sur des personnages de la crèche de Noël, tirés de la tradition des santons de Provence. Sont représentés, dans l'ordre alphabétique : le berger, le meunier, la poissonnière, le rémouleur, le tambourinaire et le ravi sur le même timbre, et les vieux. Il s'agit de la première année où les Personnages célèbres de la série annuelle sont des personnes fictifs, mais du dernier carnet en une seule rangée de timbres. La surtaxe de 0,60 franc par timbre est reversé à la Croix-Rouge française.
Les santons sont imaginés et gravés par Marie-Noëlle Goffin. Les timbres sont imprimés en taille-douce en feuille de cinquante ou en un carnet reprenant chacun des six timbres.
Jusqu'au 12 juillet 1996, sont vendus environ 1,63 million de séries de six timbres extraits de feuille et environ 1,4 million de carnets. En tout, environ 3,03 millions de timbres individuels sont donc écoulés, et la somme d'environ 1,818 million de francs est reversé à la Croix-Rouge française.
Cette série est récompensée par un grand prix de l'art philatélique français en 1995 et par le titre de « timbre de l'année » 1995 par les clients réservataires du programme philatélique de La Poste.

## Décembre

### Francis Jammes 1868-1938
Le 4 décembre, est émis un timbre de 3,70 francs sur le poète Francis Jammes représentant son portrait et une maison isolée.
Le dessin de Maurice Ciry est mis en page par Charles Bridoux et gravé par Claude Jumelet pour être imprimé en taille-douce en feuille de cinquante timbres.
Environ 5 millions d'exemplaires sont vendus avant le retrait du 14 juin 1996.

### Cathédrale d'Évry
Le 11 décembre, est émis un timbre de 2,80 francs sur la cathédrale d'Évry, achevée en 1995. L'illustration mêle plan au sol et volume extérieur crayonné.
Le timbre est dessiné par l'architecte de l'édifice, Mario Botta, et gravé par André Lavergne. Il est imprimé en taille-douce en feuille de cinquante.
Au retrait du 14 juin 1996, environ 7,2 millions de timbres ont été vendus.

### France 98 Coupe du monde
Le 14 décembre, est émis un timbre de 2,80 francs, le premier pour annoncer la Coupe du monde de football de 1998, organisée en France. L'illustration reprend le logotype de la manifestation sur un terrain de football sur lequel sont visibles des points bleus et rouges figurant des joueurs.
Il est dessiné par Louis Briat, comme les autres timbres de ce thème émis en 1996, 1997 et 1998. Il est imprimé en héliogravure en feuille de quarante unités.
La manifestation premier jour a lieu le 12 décembre, jour du tirage au sort du tour préliminaire de la coupe du monde, qui a lieu au Carrousel du Louvre, à Paris.
Il est retiré de la vente avec l'ensemble des timbres émis pour l'annonce de cet événement sportif, le 31 décembre 1998.

### Sources
- Catalogue de cotations de timbres de France, éd. Dallay, 2005-2006, pages
- Collectif, sous la direction de Jean-François Brun, Le Patrimoine du timbre-poste français, éditions Flohic, décembre 1998,  (ISBN 2842340353), pages 847-859.